# Ammoniumthioglycolat
Ammoniumthioglycolat ist eine chemische Verbindung aus der Gruppe der Ammoniumsalze, Thiole und Carbonsäuresalze.

## Gewinnung und Darstellung
Ammoniumthioglycolat kann durch Neutralisation von Thioglycolsäure mit Ammoniumhydroxid oder Ammoniak gewonnen werden.
{\displaystyle \mathrm {HS{\mathord {-}}CH_{2}{\mathord {-}}COOH\ +\ NH_{4}^{+}\ +\ OH^{-}\longrightarrow } }{\displaystyle \mathrm {HS{\mathord {-}}CH_{2}{\mathord {-}}COONH_{4}\ +\ H_{2}O} }

## Eigenschaften
Ammoniumthioglycolat ist eine nicht brennbare, luftempfindliche, farblose, geruchlose Flüssigkeit, die löslich in Wasser ist.

## Verwendung
Ammoniumthioglycolat wird als Haarpflegepräparat für Dauerwellen (Kaltwelle) und Haarglätter verwendet. Die reduzierende Wirkung der SH-Gruppe der Verbindung spaltet Disulfidbrücke in der Haarstruktur auf, wodurch diese leicht in eine neue Form gebracht werden können. In einem zweiten Schritt werden die Disulfidbrücken durch eine Oxidationsreaktion z. B. mit Wasserstoffperoxid wieder verknüpft. Beim Haarglätten wird mit höheren pH-Werten gearbeitet. Für diese Anwendung wurde bereits 1934 von einer deutschen Firma ein Patent angemeldet. Die Verbindung wird auch als Bügelfestigungsmittel eingesetzt.